# Gavin Newsom
Gavin Christopher Newsom (San Francisco, Kalifornia, 1967. október 10. –) amerikai politikus és üzletember, aki 2019 óta Kalifornia 40. kormányzója. A Demokrata Párt tagja, 2011 és 2019 között Kalifornia helyettes kormányzója volt, korábban pedig San Francisco 42. polgármestere (2004–2011).
Newsom tanulmányait a Santa Clara Egyetemen végezte, amit követően megalapította a PlumpJack Group borászatot Gordon Getty milliárdossal, aki családja barátja volt. A cég később 23 különböző vállalkozást működtetett. 1996-ban kezdte politikai pályafutását, mikor Willie Brown polgármestere kinevezte San Francisco egyik bizottsági posztjára. A következő évben lett része a felügyelőtanácsnak, szintén Brown nevezte ki. 1998-ban választották meg először.
2003-ban megválasztották San Francisco polgármesterének, majd 2007-ben újraválasztották. 2010-ben Kalifornia helyettes kormányzója lett, hivatali ideje alatt 2012-től 2013-ig a The Gavin Newsom Show műsorvezetője volt. 2013-ban kiadta Citizenville című könyvét. Egy évvel később újraválasztották.
2018-ban megválasztották Kalifornia kormányzójának, kritizálták viselkedését a Covid19-pandémia során. 2021-ben elkerülte, hogy eltávolítsák hivatalából, majd 2022-ben újraválasztották. 2023-ban több külföldi utat is tett, többek között Izraelbe és Kínába is ellátogatott. Többek között ennek következtében sokan úgy tekintenek rá, mint lehetséges demokrata elnökjelölt a jövőben.
Az azonos neműek házassága támogatója, még az előtt engedélyezte San Franciscóban, hogy állami szinten elfogadott lett volna. 2022-ben hivatalosan is Kalifornia lett az első menedékállam transznemű fiataloknak. Ellenzi a halálbüntetést, korlátozná a fegyverviselést az országban, a Roe kontra Wade visszavonását követően kijelentette, hogy Kalifornia mindig fogadni fog nőket, akiknek abortuszra van szüksége.